# Shimbiris
Shimbiris (2460 m n. m.) je hora v pohoří Cal Madow ve východní Africe. Leží na severu Somálska v regionu Sanaag (oblast Somalilandu). Jedná se o nejvyšší horu Somálska. Údaje získané v rámci programu SRTM naznačují, že hora je vyšší, než často uváděných 2410 m n. m.